# Tainstvennyj nekto
Tainstvennyj nekto (Таинственный некто) è un film del 1914.